# Pop'n music Best Hits!
Pop'n music Best hits! es una de las entregas CS no lineal a las series de la franquicia de Pop'n Music. Fue lanzado el 27 de febrero de 2003 para Playstation 2. No se considera parte de la franquicia de la saga, ya que como indica su nombre es una recopilación de los mejores éxitos de las seis primeras entregas de Pop'n music, contando con un total de 54 canciones disponibles en el juego. Es la única entrega CS que incluye canciones provenientes de AC que nunca estuvieron disponibles en sus contrapartes CS.

## Características principales
- Una compilación de las canciones de las seis primeras canciones de pop'n music AC/CS, incluyendo 5 nuevas canciones, tres de ellas con única aparición en esta entrega y no en otras.
- Único videojuego basado en un CD y no en una máquina arcade de pop'n music.
- Único videojuego que carece de Battle mode y Challenge mode.
- Primer videojuego de pop'n music en recibir una clasificación por edades por el sistema japonés de clasificación CERO.
- Único juego el cual no requiere que el jugador tenga que desbloquear el nivel EX, pues ya los tiene disponibles al primer uso.

## Modo de juego
- Expert mode: Este modo consiste en sobrevivir los Courses, que consisten en un set de cuatro canciones donde el jugador debe intentar no dar desaciertos para evitar vaciar poco a poco la barra de energía. La barra conseguirá llenarse un poco después de que cada canción haya sido completada.[3]

- Best Hits! Mode: Esta es una forma diferente de jugar a través del videojuego. Se trata de un ranking de diez puestos donde el jugador empieza a jugar, de modo que poco a poco va subiendo de puesto completando cada vez más canciones con mayor dificultad para poder desbloquear la siguiente canción hasta llegar al puesto uno. Hay algunas canciones secretas que pueden desbloquearse en este modo y los anfitriones son un par de Pop-kun's el cual por cada canción elegida suelen interactuar un poco con el jugador antes de comenzar con la canción previa. Voces de Hideo Suwa (Pop-kun rojo) y Sanae Shintani (Pop-kun azul).

## Lista de canciones
La siguiente tabla muestra las canciones disponibles en el juego:

### Canciones nuevas
| Nombre                                   | Género          | Artista       | Personaje     |               |               |
| Canción nueva                            | Canción nueva   | Canción nueva | Canción nueva | Canción nueva | Canción nueva |
| ---------------------------------------- | --------------- | ------------- | ------------- | ------------- | ------------- |
| Invisible Lover                          | ELECTRO         | PICKLES       | nico          |               |               |
| Secret songs                             |                 |               |               |               |               |
| 取り返してやる! ～Again, My Lovely Day～ | CUTE REMIX      | Akko's        | Anzu          |               |               |
| Life                                     | J-POP REMIX     | Haya-P & Maru | pretty        |               |               |
| GALAXY FOREST 11,6&12                    | SCREEN          | J_KANE        | Lidell        |               |               |
| Water Melon Woman                        | TECHNO'80 REMIX | NAKATEK       | BOY           |               |               |

### Canciones antiguas retornadas

#### Remixes antiguos
| Nombre                                   | Género             | Artista                 | Personaje    |              |              |
| Secret songs                             | Secret songs       | Secret songs            | Secret songs | Secret songs | Secret songs |
| ---------------------------------------- | ------------------ | ----------------------- | ------------ | ------------ | ------------ |
| I REALLY WANT TO HURT YOU ～僕らは完璧さ | POPS REMIX         | SUGI & REO              | RIE♥chan     |              |              |
| fly higher than(the stars) 2 STEP mix    | NEO ACO REMIX      | DJ SIMON                | Reo★kun      |              |              |
| Miracle Moon ～L.E.D.LIGHT STYLE MIX～   | J-GARAGE POP REMIX | Togo Project feat. Sana | MZD          |              |              |
| 明なマニキュア moonlit mix               | NIGHT OUT REMIX    | Kiyommy+Seiya           | MZD          |              |              |
| Cry Out (Superior Mix)                   | VISUAL 2 REMIX     | good-cool feat. KoHey   | MZD          |              |              |
| une fille dans la pluie 日本語バージョン | FRENCH POP J       | 新谷さなえ              | SANAE♥chan   |              |              |
| Homesick Pt.2&3                          | SOFT ROCK LONG     | ORANGE NOISE SHORTCUT   | RIE♥chan     |              |              |
| Anime&TV                                 |                    |                         |              |              |              |
| ルパン三世のテーマ'78                    | LUPIN              | ♪♪♪♪♪                   | Mimi         |              |              |
| 笑点テーマ                               | SHOTEN             | ♪♪♪♪♪                   | Nyami        |              |              |
| キャンディ・キャンディ                   | CANDY CANDY        | 中山マミ                | Mimi         |              |              |
| よあけの道                               | FLANDERS           | 新谷さなえ              | Nyami        |              |              |

#### Canciones por defecto
| Nombre                          | Género                    | Artista                                         | Personaje     |               |               |
| Pop'n Music 6                   | Pop'n Music 6             | Pop'n Music 6                                   | Pop'n Music 6 | Pop'n Music 6 | Pop'n Music 6 |
| ------------------------------- | ------------------------- | ----------------------------------------------- | ------------- | ------------- | ------------- |
| 大見解                          | HIP ROCK                  | Des-ROW feat. TSUBOI for ALPHA                  | 六            |               |               |
| Foundation of our love          | TRANCE                    | dj TAKA feat. ASAKO                             | TRAN          |               |               |
| Usual Days                      | SYMPATHY                  | EGOISTIC LEMONTEA                               | SUMIRE        |               |               |
| H@ppy Choice                    | MELO CORE                 | good-cool feat. すわひでお                      | OTOKO-MAN     |               |               |
| DIGI-POP                        | 走りぬける君へ、Hurry up! | Ichiro Yoshida                                  | Timer         |               |               |
| lasting                         | SPIRITUAL                 | Shaker Boo                                      | AGEHA         |               |               |
| 悲しいね                        | OI PUNK                   | ブタパンチ                                      | uowo          |               |               |
| Pop'n music 5                   |                           |                                                 |               |               |               |
| 西新宿清掃曲                    | PERCUSSIVE                | サイモンマン                                    | Mr.KK         |               |               |
| power plant                     | J-TECHNO 2                | Youhei                                          | SHOLLKEE      |               |               |
| Pink Rose                       | HEART                     | Kiyommy+Seiya                                   | JUDY          |               |               |
| Shock of Love                   | NEO GS                    | Kiddy & Sunshine Lovers                         | WACKY         |               |               |
| Une fille dans la pluie         | FRENCH POP                | Fabienne Haber                                  | BELLE         |               |               |
| それから                        | SKY                       | パーキッツ                                      | Poet          |               |               |
| Homesick Pt.2 & 3               | SOFT ROCK                 | ORANGENOISE SHORTCUT                            | RIE♥chan      |               |               |
| 魔法の扉(スペース★マコのテーマ) | ANIME HEROINE             | a.s.a                                           | SPACE MACO    |               |               |
| SLOW DOWN                       | POWER FOLK 4              | 新堂敦士                                        | Ash           |               |               |
| Pop'n music 4                   |                           |                                                 |               |               |               |
| 透明なマニキュア                | NIGHT OUT                 | Kiyommy + Seiya                                 | JUDY          |               |               |
| Over The Rainbow                | FRIENDLY                  | パーキッツ                                      | Poet          |               |               |
| Cry Out                         | VISUAL 2                  | good-cool feat. KoHey from Medical Trance Peach | Yuli          |               |               |
| birds                           | AMBIENT                   | Sana                                            | SANAE♥chan    |               |               |
| 君を壊したい                    | POWER FOLK 2              | 新堂敦士                                        | Ash           |               |               |
| ostin-art                       | FUTURE                    | ostin-Art                                       | ice           |               |               |
| 妖怪Zの唄                       | HORROR                    | ナヤ～ン・ブラザーズ・バンド                    | Smile         |               |               |
| ヤバイオンナ                    | LATIN ROCK                | ラジカル・ツグ&ミッキー・マサシ                 | Antonio       |               |               |
| Concertare                      | CLASSIC 4                 | Waldeus vön Dovjak                              | HAMANOV       |               |               |
| Pop'n music 3                   |                           |                                                 |               |               |               |
| 和一起走                        | KANGTONG                  | Cathy Lau                                       | LingLing      |               |               |
| penguin                         | DREAMY                    | NAKATEK                                         | BOY           |               |               |
| Pop'n music 2                   |                           |                                                 |               |               |               |
| LOVE FIRE                       | IDOL GIRL                 | 長沢ゆりか                                      | JUDY          |               |               |
| (fly higher than) the stars     | NEO ACO                   | sugi & reo                                      | Sugi★kun      |               |               |
| ROSE~恋人よ、薔薇色に染まれ     | DIGI ROCK                 | BROKE                                           | Timer         |               |               |
| WHITE BIRDS                     | VISUAL                    | violent age                                     | Yuli          |               |               |
| Give me your pain               | CANDY POP                 | Haya-P & Maru                                   | CINDY         |               |               |
| Miracle Moon (お月様が中継局)   | J-GARAGE POP              | Togo Project feat. Sana                         | Kelly         |               |               |
| 淋しくてLoneliness              | SEXY GIRLS                | ワンダース                                      | Mei-Fa        |               |               |
| Pop'n music                     |                           |                                                 |               |               |               |
| FUNKY TOWN '75                  | DISCO KING                | JV & THE SEXY MACHINE GUN                       | BAMBOO        |               |               |
| YOUNG DREAM                     | RAP                       | LITTLE FINGERS                                  | UNCLE Jam     |               |               |
| I REALLY WANT TO HURT YOU       | POPS                      | SUGI & REO                                      | RIE♥chan      |               |               |